# George Lincoln Goodale
Pour les articles homonymes, voir Goodale.
George Lincoln Goodale est un botaniste américain, né le 3 août 1839 à Saco, dans le Maine et mort le 12 avril 1923 à Cambridge.

## Biographie
Il est le fils de Stephen Lincoln et de Prudence Aiken née Nourse. Il obtient son Bachelor of Arts (1860) puis son Master of Arts (1866) au Amherst College. Il obtient son titre de docteur en médecine à Harvard en 1863. Il se marie en 1866 avec Henrietta Juel Hobson dont il aura cinq enfants.
Après avoir pratiqué quelques années la médecine à Portland, il enseigne la minéralogie, la botanique et la chimie appliquée au Bowdoin College de 1868 à 1872. De 1872 à 1873, il maître-assistant en botanique à Harvard, puis de 1873 à 1878, professeur-assistant, puis professeur de 1878 à 1888. Enfin, de 1888 à 1909, il obtient la chaire Fisher de botanique. En 1909, il devient professeur émérite. Parallèlement, de 1879 à 1909, il est le conservateur du Muséum de botanique et, en 1909, conservateur honoraire.
Il est notamment l’auteur de Wild Flowers of North America (1882), Vegetable Physiology (1885), Vegetable Histology (1885) ainsi que de nombreux articles. Il effectue des recherches en agriculture tropicale et améliore notamment la culture de la canne à sucre et introduit des espèces et des variétés végétales nouvelles aux États-Unis.